# Ottauquechee River
Der Ottauquechee River ist ein linker Nebenfluss des Connecticut River im US-Bundesstaat Vermont.
Der Ottauquechee River entspringt auf dem Gebiet der Town Killington in den Green Mountains. Er fließt in überwiegend östlicher Richtung an Woodstock und Quechee vorbei. Der U.S. Highway 4 führt entlang seinem Mittellauf. Der North Branch Ottauquechee River mündet linksseitig in den Fluss. 
Der Ottauquechee River durchfließt die Schlucht Quechee Gorge. Der U.S. Highway 4 führt an dieser Stelle über die Quechee Gorge Bridge. Weiter flussabwärts unweit der Mündung wird der Ottauquechee River vom North Hartland Dam zum North Hartland Lake aufgestaut. 
Schließlich mündet der Ottauquechee River bei North Hartland, etwa 6 km südlich von White River Junction, in den Connecticut River.
Der Ottauquechee River hat eine Länge von 67 km. Er entwässert ein Areal von 571 km².

## Gedeckte Brücken
Mehrere gedeckte Brücken befinden sich am Flusslauf des Ottauquechee River:
- Lincoln Covered Bridge
- Middle Covered Bridge, in Woodstock
- Taftsville Covered Bridge
- Quechee Covered Bridge, in Quechee
- Willard Covered Bridge, in North Hartland